# Life After Death
Life After Death – drugi i jednocześnie ostatni solowy album The Notorious B.I.G. Wydany został 25 marca 1997 roku przez wytwórnię Bad Boy Records, zaledwie 16 dni po tragicznej śmierci artysty. Na płycie swoich głosów użyczyły takie osobistości jak Jay-Z, Lil Kim, R. Kelly, Faith Evans, Ma$e i Puff Daddy. Głównym producentem był Sean Combs. Tak jak na poprzednim albumie, sfera tekstowa skupia się głównie wokół tematyki gangstersko-mafijno-przestępczej. Wśród krytyków płyta zbierała pochwały i sprzedała się bardzo dobrze, bo aż w 5 milionach egzemplarzy. Ponieważ album jest wydawnictwem dwupłytowym, uzyskał tym samym status diamentowej płyty, co jest rzadkością wśród albumów hip-hopowych. Singlami są: Hypnotize, Mo Money Mo Problems, Sky's the Limit.
W 2003 album został sklasyfikowany na 483. miejscu listy 500 albumów wszech czasów magazynu Rolling Stone.

## Odniesienia do beefów
Na wielu piosenkach z płyty można znaleźć teksty skierowane przeciwko rywalom Notoriousa. "Kick In The Door" skierowane jest w stronę Nasa, Jeru the Damaja, Raekwona a nawet jak sugerują niektórzy słuchacze, producenta tej piosenki - DJ Premiera. O dissie na Nasa mogą świadczyć takie teksty jak "This goes out for those that choose to use disrespectful views on the king of NY" natomiast na Premiera - "I’m done with them/ Son, I’m surprised you run with them" (odnosi się to do wcześniejszej współpracy Premiera z Nasem i Jeru) W piosence "Notorious Thugs" B.I.G odnosi się do 2Paca - "so called beef with you-know-who". Wielu słuchaczy spekuluje też, że piosenka "Long Kiss Tonight" jest dissem skierowanym w stronę 2Paca i Suge Knighta mimo tego, że członkowie Junior M.A.F.I.A. zaprzeczyli temu. "My Downfall" i "What's Beef" również zawiera teksty rzekomo skierowane w stronę 2Paca mimo tego, że Biggie w wywiadach kategorycznie zaprzeczał, jakoby nagrał jakikolwiek diss w stronę 2Paca.
Na albumie znajduje się, także piosenka "Miss U" odnosząca się do straty bliskiego, nieokreślonego znajomego. Tekst zawiera także ogólne odniesienie do strat bliskich osób w strzelaninach. 
Lista utworów
CD 1
1. Life After Death (Intro)
2. Somebody's Gotta Die
3. Hypnotize
4. Kick in the Door
5. Fuck You Tonight
6. Last Day
7. I Love the Dough
8. What's Beef?
9. B.I.G. Interlude
10. Mo Money Mo Problems
11. Niggas Bleed
12. I Got a Story to Tell

CD 2
1. Notorious Thugs
2. Miss U
3. Another
4. Going Back to Cali
5. Ten Crack Commandments
6. Playa Hater
7. Nasty Boy
8. Sky's the Limit
9. The World Is Filled...
10. My Downfall
11. Long Kiss Goodnight
12. You're Nobody (Til Somebody Kills You)